# John Ellis McTaggart
John McTaggart Ellis McTaggart (Londra, 3 settembre 1866 – Londra, 18 gennaio 1925) è stato un filosofo inglese, importante esponente dell'idealismo britannico metafisico.

## La vita
Per la maggior parte della sua vita McTaggart è stato professore al Trinity College di Cambridge. All'inizio del ventesimo secolo era considerato uno dei maggiori studiosi inglesi di Hegel e uno dei più celebri tra i neoidealisti inglesi.

## Il pensiero e le opere
Nella sua prima opera Studi sulla dialettica hegeliana (1896) discusse le categorie della logica, dell'essenza e del concetto per stabilire il rapporto fra l'antitesi e la tesi.
McTaggart dimostrò che l'impulso del procedimento hegeliano fosse, soprattutto, divergenza tra l'idea perfetta e quella imperfetta, tra l'idea concreta e quella astratta.

È stato proprio il procedimento dialettico a fornirci quelle fondamentali chiavi di ricerca, se non in assoluto della verità, almeno dello stadio astratto e imperfetto della coscienza.
 
Congiuntamente ad Hegel, McTaggart ritenne di cogliere la razionalità del reale: la realtà si rivelò, però, imperfetta e incompiuta, e quella sintesi che ne avrebbe consentito il superamento fu spostata nel tempo, in una dimensione futura.

L'assoluto non fu, quindi, definito come un termine di riferimento attuale ma fu proiettato in tempi futuri; in questa condizione risiede, secondo l'autore, la speranza di una prevalenza del bene, già sulla terra.
Nel saggio Studies in Hegelian Cosmology (1901) si soffermò sulla natura duplice e paradossale dell'io: secondo l'autore, nulla poteva esistere fuori dall'io, ma contemporaneamente, tutto lo scibile e gli oggetti di conoscenza appartenevano a dimensioni esterne dal sé.
Questa duplice natura dell'io lo rendeva entità reale ed eterna e l'assoluto non era niente altro che l'unione dei vari io. Ma questa unità non scaturiva né dalla conoscenza e nemmeno dalla volontà, bensì dalla sfera dell'emozione. Solo l'amore possedeva quelle caratteristiche necessarie all'assoluto in quanto identificante oggetto e soggetto nello stesso tempo.
La natura dell'esistenza fu l'opera conclusiva di McTaggart: nel primo capitolo descrisse i caratteri generali dell'esistenza. Il suo procedimento di ricerca e di studio fu quello a priori, tramite il quale tracciò un quadro descrivente le qualità, le sostanze e le relazioni intercorrenti necessarie per distinguere le varie sfumature dell'esistenza. Nel secondo capitolo differenziò fra gli aspetti dell'Universo reali e quelli irreali.
Il frutto degli studi di McTaggart fu la rappresentazione di un Universo costituito da tanti "io", da tanti nuclei spirituali, unificabili e governabili tramite uno strumento basato sull'esperienza, e quindi grazie all'emozione o all'amore.
Il tema ricorrente di McTaggart fu la transitorietà di un presente imperfetto ma necessario per costruire un futuro non proiettato all'infinito ma, seppur lontano nel tempo, avente una proiezione temporale finita.
McTaggart fu amico e insegnante di Bertrand Russell e di George Edward Moore.

### Opere
- Studies in the Hegelian Dialectic, Cambridge University Press, 1891, 19222
- Studies in Hegelian Cosmology, Cambridge University Press, 1901, 19182
- Some Dogmas of Religion, London: E. Arnold, 1906; tr. it. di Claudio Tugnoli, Dogmi della religione, Bologna: Pitagora, 2001 ISBN 88-371-1280-7
- A Commentary on Hegel's Logic, New York: Russel and Russel, 1910, 19312
- Nature of Existence, 2 voll., Cambridge University Press, 1921; tr. it. di Claudio Tugnoli, La natura dell'esistenza, Bologna: Pitagora, 1999, pp. 796, ISBN 88-371-1084-7
- Philosophical Studies, London: E. Arnold, 1934
  - The Relation of Time and Eternity
  - Mysticism
  - The Unreality of Time, "Mind" 17, 1908, pp. 457-474, tr. it. L'irrealtà del tempo, a cura di Luigi Cimmino, Milano: BUR, 2006 ISBN 88-17-01072-3